# Sarah Nurse
Sarah Nurse (Hamilton, 4 de janeiro de 1995) é uma jogadora de hóquei no gelo canadense. Ela faz parte equipe nacional de hóquei no gelo feminina do Canadá e membro independente da Professional Women's Hockey Players Association (PWHPA). Fez sua estreia com a seleção na Copa das Quatro Nações de 2015.
Em 2018, ela representou o Canadá nos Jogos Olímpicos de Inverno de 2018, onde ganhou uma medalha de prata e, nos Jogos Olímpicos de Inverno de 2022, com a conquista do ouro. Nurse foi escolhida em segundo lugar no geral pelo Toronto Furies no Draft da CWHL de 2018. Ela também foi destaque na capa de junho de 2021 da Elle Canada junto com Hanna Bunton e Brigette Lacquette.